# Skär bryum
Skär bryum (Bryum pallens) är en bladmossart som beskrevs av Swartz 1801. Skär bryum ingår i släktet bryummossor, och familjen Bryaceae. Arten är reproducerande i Sverige. Inga underarter finns listade i Catalogue of Life.